# Bok (Bośnia i Hercegowina)
Bok – wieś w Bośni i Hercegowinie, w Federacji Bośni i Hercegowiny, w kantonie posawskim, w gminie Orašje. W 2013 roku liczyła 1392 mieszkańców, z czego większość stanowili Chorwaci.